# Abra scotti
Abra scotti is een tweekleppigensoort uit de familie van de Semelidae. De wetenschappelijke naam van de soort werd in 2010 gepubliceerd door Huber.